# Медаль «За взяття Відня»
Меда́ль «За взяття́ Ві́дня» — медаль, державна нагорода СРСР. Введена указом Президії Верховної Ради СРСР 9 червня 1945 року. Автор медалі — художник Зворикіна.

## Опис
Медаль «За взяття Відня» має форму правильного круга діаметром 32 мм, виготовлена з латуні.
На лицьовому боці медалі у центрі — напис «ЗА ВЗЯТИЕ ВЕНЫ», у верхній частині — п'ятикутна зірочка, у нижній — лаврова гілка.
На зворотному боці — напис «13 АПРЕЛЯ 1945» (дата захоплення Відня), над датою — п'ятикутна зірочка. Усі написи та зображення на медалі — випуклі.
Медаль за допомогою вушка і кільця з'єднується з п'ятикутною колодочкою, обтягнутою шовковою муаровою стрічкою блакитного кольору шириною 24 мм. Посередині стрічки — синя смужка завширшки 8 мм.

## Нагородження медаллю
Медаллю «За взяття Відня» нагороджувалися військовослужбовці Радянської Армії, Військово-морського флоту та військ НКВС, які брали участь у штурмі і захопленні Відня у період з 16 березня по 13 квітня 1945 року, а також організатори і керівники цієї військової операції.
Медаль носиться на лівій стороні грудей, за наявності у нагородженого інших медалей СРСР розташовується після медалі «За взяття Кенігсберга».
Станом на 1 січня 1995 року медаллю «За взяття Відня» було проведено приблизно 277 380 нагороджень.